# 目取真俊
目取真 俊（めどるま しゅん、1960年10月6日 - ）は、日本の小説家、政治活動家。芥川賞受賞者。本名、島袋正。

## 経歴
沖縄県国頭郡今帰仁村出身。沖縄県立北山高等学校を経て琉球大学法文学部卒業。期間工、警備員、塾講師などを経て県立高校の国語教師を務めるが、2003年に退職。在職中の1997年に『水滴』で第117回芥川賞を受賞。
沖縄の自然や風土、歴史に根ざした小説を発表している。『水滴』『魂込め』には、沖縄戦の記憶を背負って生きる庶民の姿が描かれている。2004年には小説「風音」を自ら脚本化し、東陽一監督によって映画化された。同作品はモントリオール世界映画祭でイノベーション賞を受賞した。主に短編が多いが、「虹の鳥」は在日米軍や沖縄の暴力団にからむ若者の姿を描いた長編である。季刊『前夜』1-12号に「眼の奥の森」という短編連作を発表し、沖縄語を使った表現も試みている。
小説以外にも地元の沖縄タイムスや琉球新報をはじめ、新聞や雑誌にエッセー、評論などを発表している。基地問題や沖縄戦に関する発言が多く、最近は大江健三郎・岩波書店沖縄戦裁判や教科書検定の問題についても書いている。
2025年8月7日に、沖縄県警により 昨年10月から今年5月にかけて、キャンプ・シュワブのフェンスなどを壊したとして、自宅を捜索され、パソコンやスマートフォンなどを押収されたことが報じられた。

## 受賞歴
- 1983年、『魚群記』で第11回琉球新報短編小説賞受賞。
- 1997年、『水滴』で第27回九州芸術祭文学賞、第117回芥川賞受賞。
- 2000年、『魂込め』で木山捷平文学賞と川端康成文学賞を受賞。

## 作品リスト

### 小説
- 『水滴』（1997年、文藝春秋、2000年文庫）
- 『魂込め(まぶいぐみ)』（1999年、朝日新聞社、2002年文庫）
- 『群蝶の木』（2001年、朝日新聞社）
- 『平和通りと名付けられた街を歩いて―目取真俊初期短編集』（2003年、影書房）
- 『風音 The Crying Wind』（2004年、リトル・モア）[2]
- 『虹の鳥』（2006年、影書房）
- 『眼の奥の森』（2009年、影書房 ISBN 978-4-87714-393-0）
- 『目取真俊短篇小説選集』全3巻　影書房 2013

1 (魚群記) 2013
2 (赤い椰子の葉)
3 (面影と連れて)
- 『ヤンバルの深き森と海より』影書房, 2020.1(増補新版 2024.4)
- 『魂魄の道』影書房,2023

### 評論・エッセイ
- 『沖縄／草の声・根の意志』（2001年、世織書房）
- 『沖縄「戦後」ゼロ年』（2005年、日本放送出版協会・生活人新書）
- 『沖縄／地を読む 時を見る』（2006年、世織書房）
- 『沖縄で考える教科書問題・米軍再編・改憲のいま 目取真俊講演録』第9条の会・オーバー東京 あーてぃくる9ブックレット  2008

### 共著
- 『コンパッション(共感共苦)”は可能か?―歴史認識と教科書問題を考える』高橋哲哉,中西新太郎,徐京植,須永陽子,三宅晶子共著・2002年、影書房
- 『続 いったい、この国はどうなってしまったのか!—メディア時評二〇〇三年四月〜二〇〇六年一一月』魚住昭,斎藤貴男共著・2006年、日本放送出版協会
- 『沖縄と国家』辺見庸共著・2017年、角川新書

### 映画
- 『風音』（2004年、リトル・モア）脚本担当

## その他

### ドキュメンタリー
- こころの時代「死者は沈黙の彼方(かなた)に 作家・目取真俊」（2021年8月29日、NHK Eテレ）[3]